# 江河站
江河站位于青海省刚察县江河村，是青藏铁路的一座车站，距离西宁站268公里，于1979年启用，现由青藏铁路公司营运。车站现为五等站，承担货运业务。